# Agave marmorata
Agave marmorata är en sparrisväxtart som beskrevs av Benedict Roezl. Agave marmorata ingår i släktet Agave och familjen sparrisväxter. Inga underarter finns listade i Catalogue of Life.

## Bildgalleri

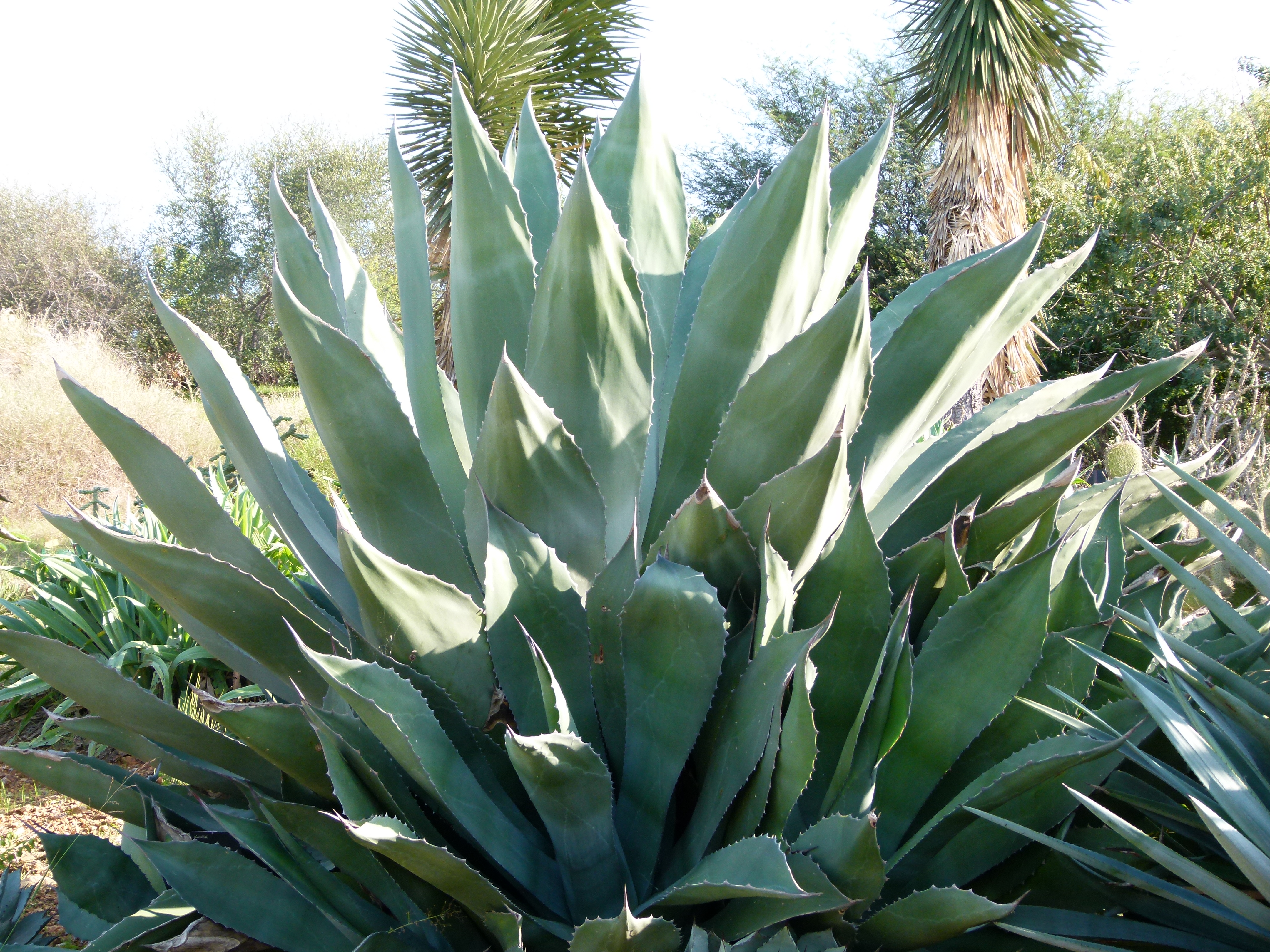